# 大河原良雄
大河原 良雄（おおかわら よしお、1919年2月5日 - 2018年3月29日）は、群馬県安中市出身の日本の外交官、外務省官僚。位階は正三位。紺綬褒章受章者。
駐米大使、駐豪大使、世界平和研究所理事長などの重職を歴任した。東京帝国大学卒。

## 略歴
群馬県安中市出身で政治家の大河原太一郎は同郷。
秀才として鳴らし、埼玉県立浦和中学校（現在の埼玉県立浦和高等学校）、台中州立台中第二中学校、第一高等学校、東京帝国大学法学部を出た。1942年に外務省入省後、海軍経理学校を経てラバウル赴任。 
戦後は外務省に復職し、アメリカ局長、官房長、駐オーストラリア大使などを経て1980年、駐アメリカ合衆国大使に就任。1985年まで務めた。事務次官を経ずに駐米大使に就任するのは比較的異例だったが、大河原自身はほぼ一貫して日米外交に携わってきた人物である。同県出身の中曽根康弘の盟友としても知られ、いわゆる「ロン・ヤス」時代の日米関係を支えた。
1991年、勲一等瑞宝章受章。
ほかに、公益財団法人YFU日本国際交流財団理事長、日米協会会長、経団連特別顧問、日米交流150年委員会委員長、本田技研工業取締役、パシフィックフォーラム CSIS理事などを歴任した。赤門学友会では葛西敬之、明石康、牛尾治朗、有馬朗人、米倉弘昌らとともに顧問を務めていた。郷土愛に篤く、2012年度には安中市にふるさと納税をした。安中市功労者・善行者表彰を受けたこともある。
2018年3月29日、肺がんのため99歳で死去。没後正七位から正三位に進階。

## 著書・論文
- 大河原良雄『孤立化を避けるために : 大使の直言』世界の動き社、1985年9月。
- 大河原良雄『日米大転換のとき』講談社、1987年12月。ISBN 9784061927865。
- 大河原良雄『日本の品格―世界から求められるもの』光文社、1990年9月。ISBN 9784334051778。
- 大河原良雄『オーラルヒストリー　日米外交』ジャパンタイムズ、2006年1月。ISBN 9784789012164。

## 主な出演
- 「時事放談」（TBS）
- 「ビッグ対談」（NHK教育テレビ）